# Paracypria tenuis
Paracypria tenuis is een mosselkreeftjessoort uit de familie van de Candonidae. De wetenschappelijke naam van de soort is voor het eerst geldig gepubliceerd in 1910 door Sars.